# Epichoristodes phalaraea
Epichoristodes phalaraea es una especie de polilla del género Epichoristodes, tribu Archipini, familia Tortricidae. Fue descrita científicamente por Meyrick en 1920.

## Distribución
La especie se distribuye por Sudáfrica.